# Dutch Junior International 2020
De Dutch Junior International 2020 was het voornaamste open internationaal jeugd badminton toernooi van Nederland.
Badminton Nederland organiseerde het evenement tezamen met badminton club Duinwijck voor de eerste maal in de nieuwe DEGIRO-hal in Haarlem van 26 februari tot en met 1 maart 2020. Er namen dit jaar ruim 350 deelnemers mee uit 28 verschillende landen, van 4 continenten.
De Dutch Junior is een van de vier Junior Grand Prix-toernooien, de hoogste categorie van jeugd-badmintontoernooien in de wereld. 
China besloot zich volledig terug te trekken vanwege het COVID-19 coronavirus. Alle leden van de Chinese delegatie waren gezond, maar de Chinese Badmintonbond wilde geen enkel risico lopen op verspreiding van het virus. Er waren buiten China geen andere landen die zich hebben afgemeld. De organisatie van het toernooi had contact met het RIVM en de GGD over eventuele voorzorgsmaatregelen.

## Winnaars en ereplaatsen
| Jaar          | Winnaar                                            | Zilver                        | Brons                               |
| ------------- | -------------------------------------------------- | ----------------------------- | ----------------------------------- |
| Mannenenkel   | Christo Popov                                      | Yong Jin                      | Kok Jing Hong                       |
| Mannenenkel   | Christo Popov                                      | Yong Jin                      | Alex Lanier                         |
| Vrouwenenkel  | Saifi Rizka Nurhidayah                             | So Yul Lee                    | Tasnim Mir                          |
| Vrouwenenkel  | Saifi Rizka Nurhidayah                             | So Yul Lee                    | Mansi Singh                         |
| Mannendubbel  | Muhammad Rayhan Nur Fadillah Rahmat Hidayat        | Junaidi Arif Muhammad Haikal  | Yong Jin Jae Hyeon Kim              |
| Mannendubbel  | Muhammad Rayhan Nur Fadillah Rahmat Hidayat        | Junaidi Arif Muhammad Haikal  | Liu Chia-Feng Wu Hsuan-Yi           |
| Vrouwendubbel | Lanny Tria Mayasari Jesita Putri Miantoro          | Min Sol Kim A Yeon Yoo        | Rui Hirokami Yuna Kato              |
| Vrouwendubbel | Lanny Tria Mayasari Jesita Putri Miantoro          | Min Sol Kim A Yeon Yoo        | Melani Mamahit Tryola Nadia         |
| Gemengddubbel | Teges Satriaji Cahyo Hutomo Indah Cahya Sari Jamil | Muhammad Haikal Low Yeen Yuan | Sirawit Sothon Pornnicha Suwatnodom |
| Gemengddubbel | Teges Satriaji Cahyo Hutomo Indah Cahya Sari Jamil | Muhammad Haikal Low Yeen Yuan | Mads Vestergaard Laura Fløj Thomsen |

## Weblinks
- http://bwf.tournamentsoftware.com/sport/winners.aspx?id=645F6C26-8F9F-4146-8403-FA639C26511A